# Belgium (miasto w stanie Wisconsin)
Belgium – miasto w Stanach Zjednoczonych, w stanie Wisconsin, w hrabstwie Ozaukee.